# Nolina cismontana
Espèce
Nolina cismontana est une espèce végétale de la famille des Asparagaceae. Elle pousse en Californie (États-Unis) sur les flancs rocailleux des montagnes côtières, entre 200 et 1300 m d'altitude au sein du chaparral.

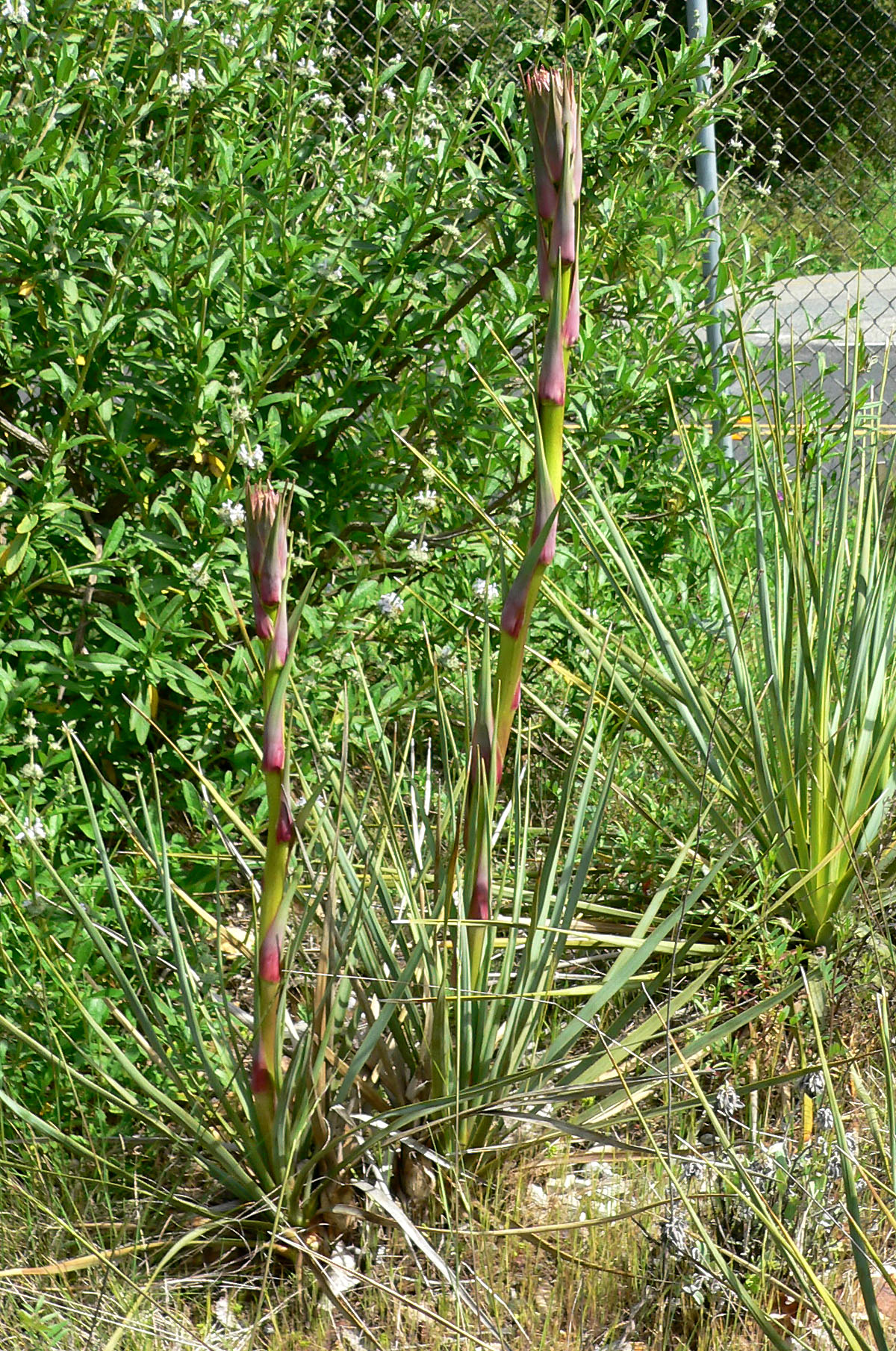
Nolina cismontana portant des inflorescences en bourgeon

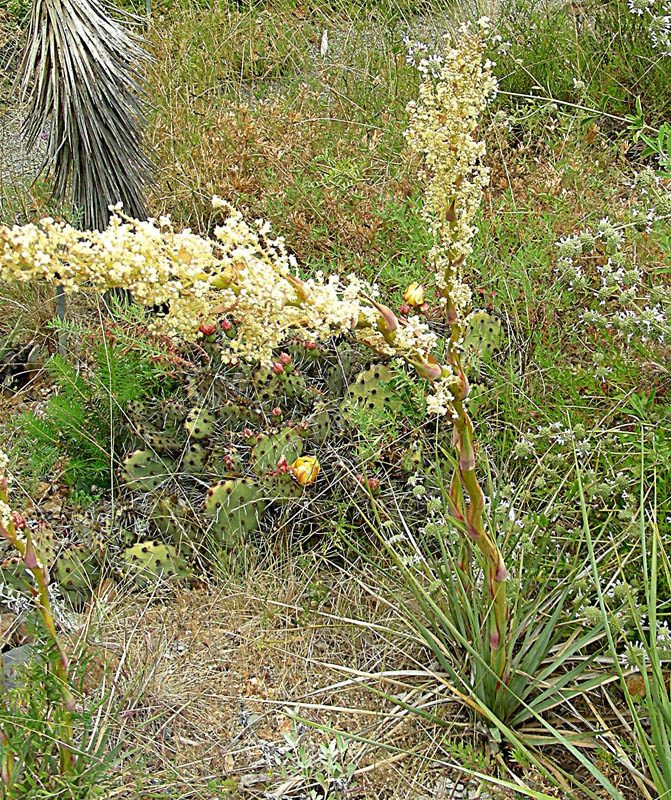
Nolina cismontana portant des inflorescences épanouies